# Playa de El Figo
La playa de El Figo es una de las playas del concejo asturiano de Tapia de Casariego y está situada cerca de la localidad española de Salave.
Forma parte de la Costa Occidental de Asturias y presenta protección medioambiental por estar catalogada como ZEPA y LIC.

## Descripción
Tiene forma de concha con una longitud de unos 220 metros y una anchura media de 10-12 metros. La arena es de grano medio y color oscuro y su entorno es de tipo rural, con escasa urbanización y grado de ocupación muy bajo. Esta playa recibe su nombre por la gran cantidad de  higos que hay en el acantilado de su parte occidental. Está cercana a los núcleos urbanos de «Medio» y A Follada.
Para acceder a la playa hay que abandonar la N-634 donde hay una casa llamada «El Cortaficio» y tomar una carretera que va en dirección norte y seguirla sin desviarse hasta el segundo cruce donde hay que girar a la derecha y continuar hasta el final donde hay una pequeña capilla dejando el coche en un prado anexo. Solo hay que caminar unos 200 m para encontrar la única entrada a la playa. Para llegar al lecho hay que bajar unos 30 metros  de poca dificultad. 
La playa no tiene ningún servicio y sus actividades óptimas son la pesca recreativa y la pesca submarina. También se recomienda llegar hasta ella para senderistas pues encontrarán un lugar casi  desconocido.